# مردگان دونهارو

سپاه مردگان، در ارباب حلقه‌ها: بازگشت پادشاه ساختهٔ پیتر جکسون

مردگان دونهارو (Dead Men of Dunharrow) که به آنها میزبان سایه، میزبان خاکستری، پیمان شکنان یا مردگان هم می‌گویند، شخصیت‌هایی در داستان‌های جی. آر. آر. تالکین اند که در ارباب حلقه‌ها به عنوان انسان‌هایی از کوه‌های سپید (سرزمین میانی) معرفی می‌شوند که پس از آنکه پیمان شان با ایسیلدور را در نبرد آخرین همپیمانان، شکستند نفرین می‌شوند. به‌طور رسمی به آنها مردان کوهستان گفته می‌شود.

## شرح
در پایان دورهٔ دوم، شاه این مردم که به عنوان شاه کوهستان مشهور بود در کنار سنگ ارچ، در گاندور، با ایسیلدور هم پیمان می‌شود که به او کمک کند اما در هنگام نیاز و جنگ با سائورون، آنها به کمک ایسیلدور نمی‌آیند و به سائورون هم کمک نمی‌کنند بلکه در کوهستان پنهان می‌شوند. آنها در دوران تاریکی، ارباب تاریکی را پرستش می‌کردند. ایسیلدور برای مجازات، آنها را نفرین می‌کند که تا هنگامی که به پیمان خود نسبت به ایسیلدور یا فرزندانش، وفا نکرده‌اند، هرگز آرامش نیابند.
مالبث پیشگویی می‌کند که روزی خواهد رسید که درماندگی و ناچاری، یکی از فرزندان ایسیلدور را به سوی مسیر مردگان می‌کشاند و مردگان به درخواست او پاسخ خواهند داد. چندین هزار سال بعد در سال‌های آخر دوره سوم در جریان جنگ حلقه، این پیشگویی به حقیقت پیوست.

## ظاهر
مردگان به صورت سایه‌هایی خاکستری بودند برخی از آنها سوار بر اسب‌هایی مانند روح بودند اما همگی با یک سرعت حرکت می‌کردند، آنها باعث وحشت یاران سائورون و سربازان گاندور شدند. آنها شمشیر، نیزه و پرچم با خود داشتند و یک شیپور که با آن صدا می‌کردند اما سلاح اصلی آنها ترسی بود که در دل دیگران ایجاد می‌کردند و واقعاً نیازی به سلاح نداشتند.